# Bar Resolis
|  | No s'ha de confondre amb El Resolís. |

El Bar Resolis és un establiment situat al carrer de la Riera Alta, 22 de Barcelona, catalogat com a d'interès paisatgístic (categoria E3).

## Descripció
A la dreta s'obre el pas cap al carrer d'en Picalquers, on el local té la façana lateral. A l'entrada, flanquejant l'obertura, hi ha dos plafons de fusta motllurada amb anuncis sobre l'activitat del local, en uns caràcters esgrafiats sobre vidre. El tancament està format per tres fulls batents plegables de fusta i de vidre, amb la porta a un dels costats. Aquests estan formats per un sòcol massís damunt del qual hi ha la vidriera i una zona alta on s'insereix un òcul el·líptic de vidre de color. Ocupant gran part de l'amplada del local, hi ha un calaix de fusta aplacat a la façana anunciant el nom de l'establiment amb caràcters plastificats damunt un fons de plàstic transparent il·luminat interiorment. A la façana lateral hi ha també una gran finestra allargada sense decoració.
Respecte a l'interior, destaca el moble boteller del darrere de la barra amb prestatges, una vitrina i grans miralls amb un remat ondulat.